# Чернишиха (Кстовський район)
Чернишиха (рос. Чернышиха) — село в Кстовському районі Нижньогородської області Російської Федерації.
Населення становить 958 осіб. Входить до складу муніципального утворення Чернишихинська сільрада.

## Історія
Від 2009 року входить до складу муніципального утворення Чернишихинська сільрада.

## Населення
| 2002 | 2010 |
| ---- | ---- |
| 1025 | ↘958 |